# ونرپنی
ونرپنی (به لاتین: Vannarpannai) یک منطقهٔ مسکونی در سری‌لانکا است که در ناحیه جفنا واقع شده‌است.